# Miyawaka
Miyawaka è una città giapponese della prefettura di Fukuoka.